# Saviour Machine
Saviour Machine ist eine christliche Metalband aus Kalifornien. Die Band wurde Mitte 1989 von den Brüdern Eric und Jeff Clayton gegründet.
Der Bandname ist von David Bowies gleichnamigem Lied vom Album The Man Who Sold the World abgeleitet. Die Band selbst beschreibt ihren Stil als Epic Progressive Metal. Charakteristisch für die Band sind theatralische, konzeptionelle Bühnenshows mit Kunstblut und Feuer sowie ein stark inszeniertes Auftreten des Sängers Eric Clayton.

## Bandgeschichte

### Die frühen Jahre
1989 gegründet war die Band schon früh im Süden der USA erfolgreich. Insbesondere die theatralischen Bühnenshows und der Erfolg des selbstproduzierten Demos bescherte der Band schon zu Beginn eine große Fanbasis.
1993 unterzeichnete Saviour Machine einen Plattenvertrag bei dem christlichen Rock-Label „Frontline Records“, welches auch ihr erstes Album „Saviour Machine I“ auf den Markt brachte. Der Stil war mit Jeff Claytons Gitarrensoli und melodischen Riffs dem klassischen Rock zuzuordnen. Die Texte behandelten persönliche spirituelle Erfahrungen, Bezüge zur Apokalypse des Johannes waren jedoch schon vorhanden. Mit „Saviour Machine I“ konnten sie weites Aufsehen über die Landesgrenzen hinaus erregen, sodass sie bald auch auf christlichen Rockfestivals in Europa spielten.
Schon zur damaligen Zeit erregte die theatralische Inszenierung ihrer Musik Kritik in der christlichen Musikszene. 1993 wurde die Band auf einer gemeinsamen Tour mit Deliverance in einem christlichen Club in Minneapolis gezwungen, ihr Konzert vorzeitig zu beenden.

### Saviour Machine II
Politische Umstände rund um „Frontline Records“ veranlassten die Band, ihr nächstes Album „Saviour Machine II“ bei einem anderen Label noch einmal zu veröffentlichen. Durch den Einstieg des Pianisten Nathan van Hala orientierte sich ihre Musik nun stark an Klassik und Barockmusik, auch neue orchestrale Elemente kamen hinzu.
Der große Erfolg in Deutschland veranlasste die Band, das noch heute bestehende christliche Label „MCM Music“ zusammen mit ihrem damaligen deutschen Management-Team zu gründen. Massacre Records übernahm den Vertrieb der Alben. Noch heute bildet „MCM Music“ im Vertrieb von „Massacre Records“ eines der wichtigsten christlichen Labels der Szene. Durch das eigene Label war nun ein freier Einfluss der Band auf den kreativen Prozess, die Vermarktung und die musikalischen Inhalte gegeben.
Es folgten mehrere Touren in den Jahren 1995 und 1996. Das Konzert der „Owener Rocknacht“ wurde für die Video-Veröffentlichung Live in Deutschland aufgezeichnet. 1997 trat die Band auch beim Wacken Open Air auf.

### Die Trilogie: Legend I, II, III:I, III:II und III
Nachdem die ersten beiden Alben bereits als Konzeptalben angelegt waren, setzte Eric Clayton diese Richtung mit dem Projekt „Legend“ konsequent fort. Die Eigenbezeichnung lautet „Der inoffizielle Soundtrack zum Ende der Welt“, weil vor dem Hintergrund biblischer Prophetie variationsreich arrangierte Klangräume geschaffen werden. „Legend I“ erschien 1997, „Legend II“ ein Jahr später.
Ursprünglich sollten die einzelnen Teile der Trilogie jährlich erscheinen. Jedoch verzögerte sich der dritte Teil wegen technischer und finanzieller Problemen um zwei Jahre. Während der Entstehung des dritten Teils wurde wegen des Umfanges der noch zu verarbeitenden Inhalte der Entschluss gefasst, diesen auf zwei CDs zu veröffentlichen und diese auch getrennt herauszubringen, damit die Zeit für die Fans nicht zu lange wird. Der letzte Teil III:II ist im Sommer 2006 letztendlich für den 7. Juli 2007 angekündigt worden. Das Datum ist wohl im Sinne der oft gebrauchten Kurzform „777“ zu verstehen, die als christlich positive verstandene Abwandlung der Zahl des Antichristen gemeint ist. Clayton gab jedoch bekannt, dass auch dieser Termin nicht eingehalten werden kann. Bis heute steht die Veröffentlichung aus. Zwischenzeitlich erschienen die Live-CD/-DVD „Live in Deutschland 2002“, die wieder bei der Owener Rocknacht aufgezeichnet wurde, sowie drei limitierte Sonderauflagen.
MCM und Massacre veröffentlichten im August 2011 das Album "Legend III:II" ohne Einverständnis der Band. Laut Saviour Machine ist diese Veröffentlichung unrechtmäßig, basiert auf Demoaufnahmen aus dem Jahr 2004 und spiegelt deshalb nur einen qualitativ wie quantitativ minderwertigen Entwurf desjenigen Materials wider, das zusammen mit einer überarbeiteten Version von "Legend III:I" als "Legend III" auf 3 CDs veröffentlicht werden soll. Saviour Machine haben als Reaktion jene Demoaufnahmen zum kostenlosen Download bereitgestellt.
2001 stieg Jeff Clayton aus der Band aus. Es gibt keine offiziellen Angaben über die Gründe für das Ausscheiden, was zu vielen Spekulationen führte.
Laut Eric Clayton wird der letzte Legend-Teil gleichzeitig auch das Ende von „Saviour Machine“ bedeuten. Ob es eine Abschluss-Tournee oder eine vollständige Legend-Performance – eventuell sogar in Israel – geben wird, ist noch offen.
Die Hüllen, CDs und Booklets der einzelnen Teile der Legend-Trilogie sind durchgängig aufwändig gestaltet:
- Die Hüllen sind zunächst schlicht schwarz mit den Titeln in Rot, Grün und Blau.
- Die vom Grunde her schwarzen CDs selbst tragen u. a. große hebräische Schriften. Die ersten drei CDs deuten dabei auf eine apokalyptische Prophetie Jesu hin (Mt 24,15 EU).
- Die Titelbilder der Booklets ergeben zusammengelegt ein großes Bild einer apokalyptischen Darstellung einer von zwei Augen betrachteten Welt mit einem von einem Schwert durchbohrten „Biest“ zwischen den Augen.
- In den Innenteilen werden zahlreiche Bilder von Hieronymus Bosch verwendet. Die Hintergründe enthalten hebräische Schriftzeichen. Es werden umfangreiche Referenzlisten für die der Vertonung zugrunde liegenden Bibeltexte angegeben.

Der mehrfach auf „Legend“ zu hörende Chor ist das „Ensemble Cantabile“ aus Würzburg.

### Wiedervereinigung und Ankündigung Saviour Machine III
Bei einem Interview mit Eric Clayton auf dem Wacken Open Air 2017 sowie über die Seiten der Band bei Facebook und Youtube wurde ein neues gemeinsames Album für 2018 angekündigt, welches nicht Teil der Legend-Trilogie sein, sondern an die ersten beiden Veröffentlichungen anknüpfen soll. Jeff Clayton und Sam West sind zur Band zurückgekehrt.

## Stil

### Musik
Die Musik von Saviour Machine liegt mit einer dezenten Härte zwischen Dark Rock und Metal. Eric Claytons Baritonstimme orientiert sich am klaren, klassischen Gesang. Klassische Heavy-Riffs sind selten, es dominieren die Melodiebögen. Die Gitarrensoli sind meist weniger technisch, sondern klar und melodiös. Der Einsatz von Delay-Effekten schlägt die Brücke zum Gothic Rock der 1980er Jahre. Die Keyboards spielen zumeist im Piano-Klang, einzeln werden Samples eingespielt. Trotz der orchestralen Momente fehlt es an übermäßigem Bombast, die Instrumentierung ist meist sehr transparent. Die Songstruktur wird zumeist durch das Wiederholen und Variieren melodischer Pattern gebildet.

### Texte
Die Texte von Saviour Machine beschreiben in den ersten beiden Alben säkulare und christliche Thematiken, in der Legend-Trilogie sind alle Texte christlich geprägt. Dominierend sind Metapher, Chiffren und Symbole. Einzeln fließen Elemente aus Prophetie in die Texte ein. Der Text der Legend-Trilogie rezitiert fast ausschließlich Bibelverse aus apokalyptischen und prophetischen Passagen. Die genauen Bibelstellen werden im Booklet der Alben angegeben.

### Auftreten
Der inszenierte Personenkult um Sänger Eric Clayton wird oftmals als anstößig und blasphemisch empfunden, wenngleich er ein prägendes Stilmerkmal der Band ist.
Die Band tritt unter anderem wegen der aufwändigen theatralisch inszenierten Shows nur relativ selten live auf, wobei sie auch wegen der freundschaftlichen Beziehungen zu den Produzenten Rainer und Matthias Mittelstädt immer wieder in Deutschland zu sehen sind (Owener Rocknacht, Christmas Rock Night). Grund hierfür ist das in Deutschland ansässige Label MCM Music, zu dem aber inzwischen keine geschäftlichen Beziehungen mehr bestehen. Die letzten Konzerte wurden von Carl Johan Grimmark von der schwedischen Band Narnia und Thomas Weinesjö von Veni Domine unterstützt.

## Weitere Projekte der Mitglieder
- Eric Clayton wirkte 2004 als Reason auf dem Album The Human Equation von Ayreon mit, wo auch unter anderem James LaBrie und Devin Townsend vertreten sind. 1998 produzierte Clayton das Album Anthems von Wedding Party, bei dem er auch als Sänger mitwirkte - ebenso beim Album Damnation: Ride the Madness von Eva O. Außerdem sang er O Holy Night zusammen mit Eva O auf Excelsis - A Dark Noel (Projekt Records).
- Carl Johan Grimmark arbeitet außerhalb der eigenen Band Narnia auch noch mit Rob Rock zusammen.
- Nathan Van Hala spielt zurzeit Keyboard bei Eagle Winged Palace. Frühere Projekte waren West Indian Girl, Duchess, X-electra, Shadow Project und Strychnine Kiss, wo er Sänger und Haupt-Texter war.
- Thomas Weinesjö ist Schlagzeuger bei Veni Domine.
- Der frühere Schlagzeuger Victor Deaton wirkte bei drei Liedern ebenfalls an dem Album Anthems von Wedding Party mit. Wegen des Hinweises BAND THANX: ...,Vic Deaton for the music lessons,... wird vermutet, dass er auch auf dem Album Trick or Treat von Rackets and Drapes Schlagzeug spielte. Victor Deaton spielte auch auf Aufnahmen mit Phil Keaggy.
- Der frühere Schlagzeuger Sam West ist jetzt bei Stavesacre und war vorher Teil von Scaterd Few und The Violet Burning.

## Diskografie
- 1990: Saviour Machine (Demo) - 1997 remastered
- 1993: Saviour Machine I (Frontline Records)
- 1994: Saviour Machine II (Frontline Records) graues Cover - Auflage 500
- 1994: Saviour Machine II (Pila Music) lila Cover (Fehldruck, sofort zurückgezogen)
- 1994: Saviour Machine II (Pila Music) graues Cover
- 1995: Saviour Machine II (MCM Music) blaues Cover
- 1995: Saviour Machine I (MCM Music)
- 1995: Saviour Machine II (Massacre Records) blaues Cover
- 1996: Live in Deutschland (Live-Album; auch als VHS)
- 1997: Legend Part I (MCM Music)
- 1998: Legend Part II (MCM Music)
- 1998: Behold A Pale Horse (Maxi-Single, MCM Music) - incl. New World Order, das aus Platzgründen auf der Part II - CD weggelassen werden musste
- 1999: Shape-CD in Form der typischen Saviour Machine-Maske (Massacre Records)
- 2001: Synopsis (An Introduction to the Artist) (MCM Music)
- 2001: Legend Part III:I (MCM Music) - auch als auf 2001 Stück limitierte Erstausgabe mit speziell gestaltetem Cover
- 2003: Live in Deutschland 2002 (Live-Album, MCM Music) - auch als Doppel-DVD incl. Live in Deutschland 1995
- 2006: Rarities / Revelations (limitierte 4-CD-Box) - Auflage: 500 handnummerierte Kopien
- 2007: Legend Part II - 2 Disc Limited Signature Edition (Auflage: 300 handsignierte und -nummerierte Kopien)
- 2007: Legend Part III:I - 2 Disc Limited Signature Edition (Auflage: 500 handsignierte und -nummerierte Kopien)
- 2008: Legend Part I - 2 Disc Limited Signature Edition (Auflage: 300 handsignierte und -nummerierte Kopien)